# Тегермянлек
Тегермянле́к (тат. Тегермәнлек) — деревня в Муслюмовском районе Республики Татарстан, в составе Нижнетабынского сельского поселения.

## Этимология названия
Топоним произошел от татарского слова «тегермәнлек» (место, где расположена мельница).

## География
Деревня находится в 2 км от реки Ик, в 17 км к северо-западу от районного центра, села Муслюмово.

## История
Деревня основана не позднее 1735 года. В дореволюционных источниках упоминается также под названием Тыгерменник. Во второй половине XVIII века близ деревни действовал медный рудник.
В XVIII – первой половине XIX веков жители относились к категориям башкир-вотчинников, тептярей и государственных крестьян. Их основные занятия в этот период – земледелие и скотоводство.
В «Списке населенных мест по сведениям 1870 года», изданном в 1877 году, населённый пункт упомянут как деревня Тыгерменак (Тыгерменник) 2-го стана Мензелинского уезда Уфимской губернии. Располагалась при речке Тыгерменнике, по правую сторону просёлочной дороги из Мензелинска в Бугульму, в 38 верстах от уездного города Мензелинска и в 42 верстах от становой квартиры в селе Александровское (Кармалы). В деревне, в 63 дворах жили 382 человека (196 мужчин и 186 женщин, тептяри, татары, башкиры), были мечеть, училище. Жители занимались земледелием, скотоводством.
По сведениям начала XX века, в деревне действовали мечеть, мектеб, хлебозапасный магазин, бакалейная лавка. В этот период земельный надел сельской общины составлял 1037,4 десятины.
До 1920 года деревня входила в Ирехтинскую волость Мензелинского уезда Уфимской губернии. С 1920 года в составе Мензелинского кантона ТАССР.
В 1930 году в деревне организован колхоз «Чишмэле».
С 10 августа 1930 года – в Муслюмовском, с 1 февраля 1963 года – в Сармановском, с 12 января 1965 года в Муслюмовском районах.

## Население
| 1816 | 1834 | 1859 | 1870 | 1884 | 1897 | 1906 | 1913 | 1920 | 1926 | 1938 | 1949 | 1958 | 1970 | 1979 | 1989 | 2002 | 2010 | 2017 |
| ---- | ---- | ---- | ---- | ---- | ---- | ---- | ---- | ---- | ---- | ---- | ---- | ---- | ---- | ---- | ---- | ---- | ---- | ---- |
| 103  | 117  | 334  | 382  | 426  | 506  | 601  | 611  | 561  | 384  | 355  | 261  | 210  | 208  | 167  | 123  | 96   | 110  | 88   |

Национальный состав села: татары.

## Экономика
Жители занимаются полеводством, мясо-молочным скотоводством.